# Ana da Prússia
Ana da Prússia (3 de julho de 1576 - 30 de agosto de 1625) foi filha do duque Alberto Frederico, Duque da Prússia e esposa do príncipe-eleitor João Segismundo, Eleitor de Brandemburgo.

## Biografia
Ana casou-se com João Segismundo a 30 de outubro de 1594. Antes do casamento a mãe dele, a marquesa Catarina de Brandemburgo-Küstrin realçou o facto de Ana não ser bonita, mas o casamento foi arranjado com o objectivo de assegurar a anexação do Ducado da Prússia ao Eleitorado de Brandemburgo através de Ana, cujo pai não tinha herdeiros varões. Esta foi uma união política de máxima importância, visto que Ana não era apenas herdeira da Prússia, mas também de Cleves, Jülich e Berg, do condado do Marco e de Ravensberg.
Ana era considerada mais intelectual do que o marido, temperamental e decidida. Há registos de que atirava pratos e copos ao marido quando os dois discutiam. Lutou sozinha para garantir os seus direitos de sucessão em vários dos territórios a que tinha direito e foi ela que levou a cabo negociações com os seus compatriotas. Em 1612, apresentou as suas exigências ao sacro-imperador. Depois de o seu marido se converter ao calvinismo, Ana tornou-se protectora e porta-voz dos luteranos. Continuou a ter um papel importante durante o reinado do filho. Opôs-se aos Habsburgo e assegurou o casamento da sua filha Maria Leonor com o rei Gustavo II Adolfo da Suécia contra a vontade do filho em 1620.

## Descendência
- Jorge Guilherme, Eleitor de Brandemburgo (13 de novembro de 1595 - 1 de dezembro de 1640), príncipe-eleitor de Brandemburgo; casado com a condessa Isabel Carlota do Palatinado; com descendência.
- Ana Sofia de Brandemburgo (15 de março de 1598 - 19 de dezembro de 1659), casada com o duque Frederico Ulrico, Duque de Brunsvique-Luneburgo; sem descendência.
- Maria Leonor de Brandemburgo (11 de novembro de 1599 - 28 de março de 1655), casada com o rei Gustavo II Adolfo da Suécia; com descendência.
- Catarina de Brandemburgo (28 de maio de 1602 - 27 de agosto de 1644), casada primeiro com Gabriel Bethlen, príncipe da Transilvânia; sem descendência. Casada depois o duque Francisco Carlos de Saxe-Lauenburg; sem descendência.
- Joaquim Segismundo de Brandemburgo (25 de julho de 1603 - 22 de fevereiro de 1625), morreu aos vinte-e-dois anos de idade; sem descendência.
- Inês de Brandemburgo (31 de agosto de 1606 - 12 de março de 1607), morreu com seis meses de idade.
- João Frederico de Brandemburgo (18 de agosto de 1607- 1 de março de 1608), morreu com seis meses de idade.
- Alberto Cristiano de Brandemburgo (7 de março - 14 de março de 1609).

## Genealogia
| Ana da Prússia | Pai: Alberto Frederico, Duque da Prússia | Avô paterno: Alberto, Duque da Prússia         | Bisavô paterno: Frederico I de Brandemburgo-Ansbach          |
| Ana da Prússia | Pai: Alberto Frederico, Duque da Prússia | Avô paterno: Alberto, Duque da Prússia         | Bisavó paterna: Sofia da Polónia                             |
| Ana da Prússia | Pai: Alberto Frederico, Duque da Prússia | Avó paterna: Ana Maria de Brunsvique-Luneburgo | Bisavô paterno: Érico I de Brunsvique-Luneburgo              |
| Ana da Prússia | Pai: Alberto Frederico, Duque da Prússia | Avó paterna: Ana Maria de Brunsvique-Luneburgo | Bisavó paterna: Isabel de Brandemburgo                       |
| Ana da Prússia | Mãe: Maria Leonor de Cleves              | Avô materno: Guilherme de Jülich-Cleves-Berg   | Bisavô materno: João III, Duque de Cleves                    |
| Ana da Prússia | Mãe: Maria Leonor de Cleves              | Avô materno: Guilherme de Jülich-Cleves-Berg   | Bisavó materna: Maria de Jülich-Berg                         |
| Ana da Prússia | Mãe: Maria Leonor de Cleves              | Avó materna: Maria da Áustria                  | Bisavô materno: Fernando I do Sacro Império Romano-Germânico |
| Ana da Prússia | Mãe: Maria Leonor de Cleves              | Avó materna: Maria da Áustria                  | Bisavó materna: Ana da Boêmia e Hungria                      |